# San Marco (Donatello)
La statua di San Marco di Donatello fa parte del ciclo delle quattordici statue dei protettori delle Arti di Firenze nelle nicchie esterne della chiesa di Orsanmichele. Fu commissionata dall'Arte dei Linaioli e Rigattieri e risale al 1411-1413. È in marmo apuano ed è alta 248 cm. Oggi si trova conservata all'interno del Museo di Orsanmichele, mentre all'esterno è sostituita da una copia.

## Storia
San Marco evangelista era patrono dei linaioli, e la statua fu la prima scolpita da Donatello per Orsanmichele, prima del San Pietro, in collaborazione più o meno partecipata con Filippo Brunelleschi, e del celebre San Giorgio. La statua venne probabilmente collocata nella nicchia alla fine del 1413. Resta la documentazione di come inizialmente la statua del protettore dell'Arte fosse stata commissionata, nel 1409, a Niccolò di Piero Lamberti, al quale venne affidato il monumentale blocco di marmo e un compenso di 28 fiorini. Nel 1411 il blocco passò a Donatello per ragioni non meglio precisate, il quale si impegnò a consegnare la scultura finita, "dorata e ritta con ogni ornamento opportuno" entro il 1º novembre 1412. In realtà occorse un po' più di tempo, anche per il tabernacolo che era stato affidato agli scalpellini Perfetto di Giovanni e Albizzo di Pietro.
Giorgio Vasari narra alcuni aneddoti sulla statua, così come la partecipazione nelle fasi iniziali di Filippo Brunelleschi. Pare che a terra la statua non fosse piaciuta ai committenti, al che Donatello si ripropose di modificarla e una volta issata nella nicchia, sebbene le modifiche fossero state irrisorie, l'opera risultò ottimamente calibrata e ammirata da tutti. 
Michelangelo Buonarroti lodò la statua, dicendo, secondo Vasari, di "non aver mai visto figura che avesse più aria di uomo da bene di quella" e che se san Marco avesse davvero avuto quelle fattezze allora si poteva credere ciecamente a quello che aveva scritto.
La statua fu rimossa dalla sua sede nel 1941, per proteggerla dai bombardamenti e poi di nuovo nel 1977, quando fu avviato un restauro dell'Opificio delle Pietre Dure concluso solo nel 1986. In quell'occasione vennero tolte le due patinature scure che tra la fine del Settecento e l'inizio dell'Ottocento avevano annerito la superficie per farla assomigliare al bronzo, armonizzando arbitrariamente le statue marmoree di Orsanmichele con quelle bronzee; si riscoprirono così la fluidità del modellato e i resti di doratura sui capelli, sulla barba, sugli orli della veste, sul libro e sul cuscino dove poggia i piedi.

## Descrizione

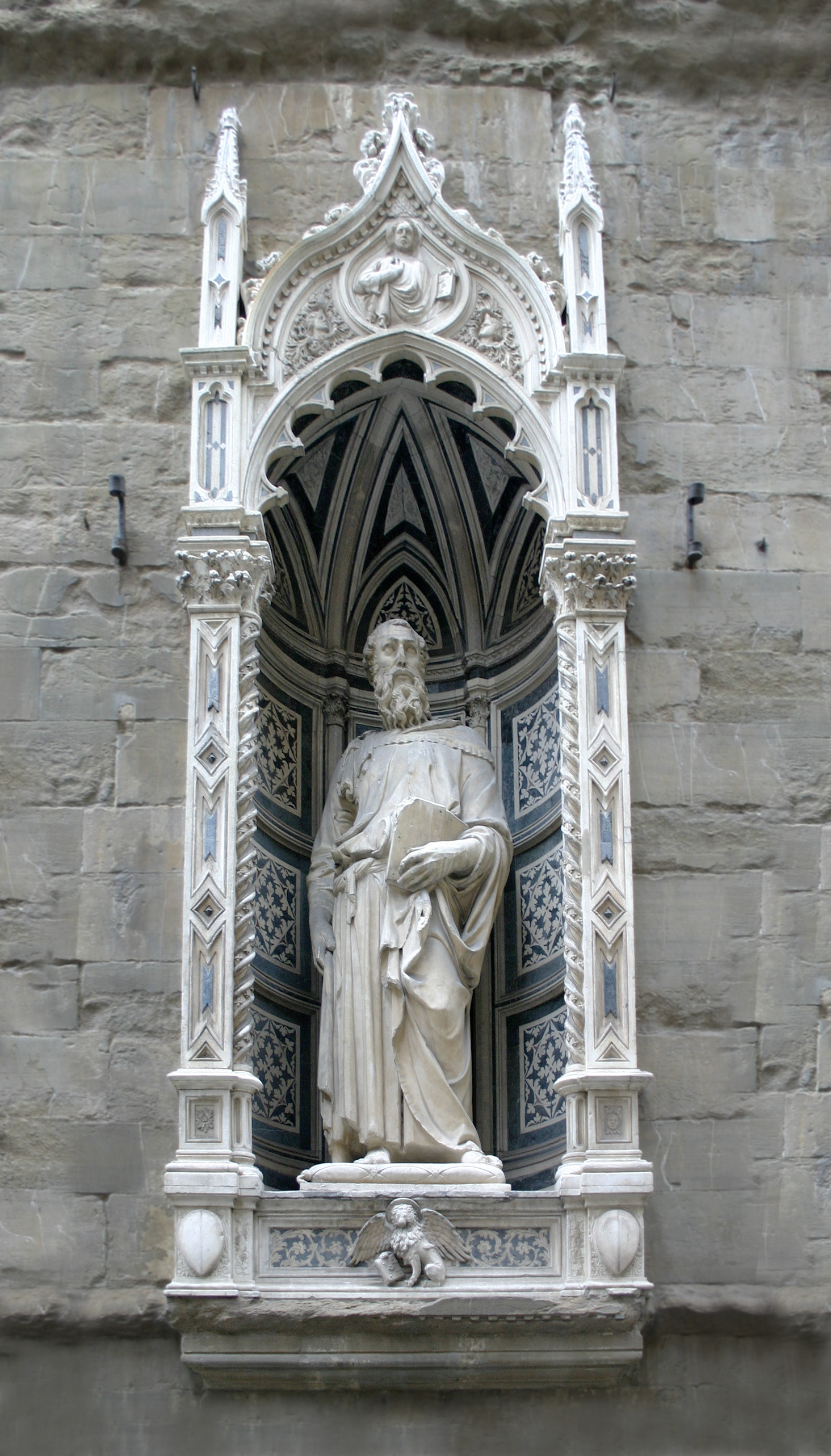
collocazione originaria

San Marco è ritratto con una faccia barbuta, da filosofo antico, e l'abito togato annodato in vita. Il volto è scolpito con tratti individuali e un'espressione di dignitosa serietà e integrità spirituale, che ricorda il San Giovanni Evangelista di pochi anni posteriore. La gamba sinistra del San Marco è molle sull'anca, in una postura ponderata, ma ciò non sminuisce il portamento eretto e solenne. La leggera torsione del corpo fa sporgere leggermente la statua dalla nicchia, evitando la rigidità di una posizione strettamente frontale: lo sguardo del santo sembra così proiettarsi verso un lontano orizzonte indefinito. Nella mano sinistra la figura tiene in mano un libro aperto, il Vangelo tipico attributo degli evangelisti, con la coperta rivolta all'osservatore e l'interno appoggiato sulla veste. 
La critica ha sempre lodato i valori formali dell'opera, dalla quale traspare tutta la gravitas e l'impegno morale dell'evangelista, ma i confronti con San Giorgio hanno sempre preferito quest'ultimo. 
Sebbene l'opera venga considerata la prima scultura pienamente rinascimentale nel percorso dell'artista, con il restauro e la riscoperta delle dorature si è potuto risalire a una decorazione superficiale piuttosto gotica. Non è unanime l'ipotesi che l'opera abbia avuto come modello il vicino San Filippo di Nanni di Banco, poiché non è certo che quest'opera sia stata scolpita prima. Inoltre ci sono notevole differenze formali tra le due statue: il San Marco è più espressiva, ma dal lavoro scultoreo più grafico e fermo alla superficie, mentre il San Filippo ha un'impostazione più statica, ma anche una fisicità più stabile e una lavorazione a tutto tondo.